# Abdoulaye Baldé (football)
Pour les articles homonymes, voir Abdoulaye Baldé et Baldé.
Abdoulaye Baldé ou Ablai Baldé est un footballeur français né le 30 novembre 1986 à Paris.

## Biographie
Abdoulaye Baldé est né le 30 novembre 1986 à Paris, dans une famille originaire du Sénégal et de la Gambie.

### Amiens SC
Il évolue de 2004 à 2009 en tant que joueur professionnel à l'Amiens SC. Il a joué 83 matchs et a inscrit 16 buts en Ligue 2 avec le club picard.
Lors de la saison 2004-2005, il inscrit 7 buts en 15 matchs. Ses débuts professionnels tonitruants lui valent d'être pisté par plusieurs clubs français et étrangers (Paris Saint-Germain, Olympique de Marseille, Tottenham Hotspur Football Club...). Ne souhaitant pas brûler les étapes, « Abdou » préfère poursuivre sa progression à Amiens.
À la fin de la saison 2006-2007, Abdoulaye est prêté pour un an en Ligue 1 au FC Metz afin de parfaire son expérience au plus haut niveau. Son but en Coupe de la Ligue contre l'Olympique de Marseille, le 30 octobre 2007, au Stade Vélodrome, marque les esprits. En effet, il inscrit le but égalisateur lors des prolongations (120e minute). Cette performance permet à son équipe de pouvoir disputer l'épreuve des tirs au but. Abdoulaye Baldé montre que, malgré son jeune âge, il est capable de résister à la pression liée au haut niveau. Malgré cela, le staff technique du club lorrain refuse encore de lui donner sa chance dans la durée. Ile ne joue que 2 matchs en Ligue 1, sans marquer de buts. Il retourne alors dans son club formateur pour la saison 2008-2009. 
De retour au sein du club picard, il inscrit quelques buts durant les matchs amicaux de pré-saison ; il récidive dès la 2e journée de championnat au stade de la Mosson face au Montpellier HSC, puis lors de la 5e journée face au Stade de Reims à la Licorne.
Lors de la 21e journée de championnat, il ne manque pas son retour au stade Saint-Symphorien : malgré la défaite de son équipe, il parvient à inscrire un but d'une volée du pied gauche qui ne laisse aucune chance au gardien messin. Abdoulaye est en grande forme et enchaîne les buts face à Châteauroux puis face au Stade de Reims de Luis Fernandez (rencontre durant laquelle il marque et délivre une passe décisive). Il inscrira 5 buts en 35 matchs de championnat.
 
Au terme de la saison 2008-2009, Amiens est relégué en national. En fin de contrat, il s'engage alors avec La Berrichonne de Châteauroux, toujours en Ligue 2.

### Châteauroux
Il inscrit son premier but officiel avec Châteauroux lors de la 3e journée contre Angers SCO lors de la victoire 3-0 de son équipe. À la suite d'une blessure contractée courant octobre qui le maintient loin des terrains durant 2 semaines, La Berrichonne décide d'engager l'attaquant angolais Titi Buengo pour combler son manque : les bonnes performances de ce dernier (4 buts en 4 matchs) relèguent Baldé sur le banc des remplaçants. Après l'arrivée de Jean-Pierre Papin à la tête de l'équipe au mercato d'hiver, Baldé est relégué en équipe réserve et décide de quitter le club dans le but d'acquérir plus de temps de jeu : il est transféré début février aux Émirats arabes unis au Hatta Club. Fin juin il revient à Châteauroux et il est intégré dans le groupe pro pour la saison 2010-2011. Pourtant il enchaine des essais en Angleterre, notamment au Queens Park Rangers. Utilisé toute la première partie de saison avec la réserve, il profite des blessures des titulaires pour faire 13 matchs en Ligue 2 mais n'inscrivant aucun buts. Toujours sous contrat le club annonce qu'il lui laisse une porte ouverte pour trouver un club ailleurs. 
Ce club sera Lumezzane, de janvier à juin 2012, en troisième division italienne.

### Saint-Raphaël, Paris FC puis Luçon
En 2012, Baldé s'engage avec Saint-Raphaël. D'abord titulaire ou remplaçant précieux du dispositif de Michel Estevan, il doit ensuite se contenter de brèves apparitions. Il inscrit tout de même 8 buts en 24 rencontres en 2013-2014.
En 2014 il rejoint le Paris Football (National) et se retrouve en concurrence avec Richard Socrier. Le PFC obtient sa montée en Ligue 2 mais en septembre 2015, il s'engage avec Luçon qui évolue en National.

## Palmarès

### En sélection nationale
- France -19 ans
  - Vainqueur du Championnat d'Europe des moins de 19 ans : 2005

- France -20 ans
  - Vainqueur du Tournoi de Toulon : 2006

### Distinctions individuelles
- Meilleur buteur Championnat d'Europe des moins de 19 ans 2005

## Statistiques
| Saison                | Club              | Championnat | Championnat | Championnat | Coupe de la ligue | Coupe de la ligue | Coupe de France | Coupe de France |
| Saison                | Club              | Division    | Matchs      | Buts        | Matchs            | Buts              | Matchs          | Buts            |
| --------------------- | ----------------- | ----------- | ----------- | ----------- | ----------------- | ----------------- | --------------- | --------------- |
| 2004 - 2005           | Amiens SC         | Ligue 2     | 15          | 7           | -                 | -                 | -               | -               |
| 2005 - 2006           | Amiens SC         | Ligue 2     | 30          | 4           | 1                 | 0                 | 1               | 0               |
| 2006 - 2007           | Amiens SC         | Ligue 2     | 3           | 0           | -                 | -                 | -               | -               |
| 2007 - 2008           | FC Metz           | Ligue 1     | 3           | 0           | 1                 | 1                 | -               | -               |
| 2008 - 2009           | Amiens SC         | Ligue 2     | 35          | 5           | 1                 | 1                 | 1               | 0               |
| 2009 - Fév. 2010      | Châteauroux       | Ligue 2     | 15          | 1           | 1                 | 0                 | -               | -               |
| Fév. 2010 - Juin 2010 | Hatta Club (prêt) |             | 0           | 0           | 0                 | 0                 | -               | -               |
| 2010 - 2011           | Châteauroux       | Ligue 2     | 13          | 0           | 0                 | 0                 | 2               | 0               |
|                       | Total             |             | 104         | 17          | 4                 | 2                 | 4               | 0               |

Dernière mise à jour le 14 novembre 2009